# LAR Grizzly Win Mag
Grizzly Win Mag — серія великокаліберних самозарядних пістолетів, що була розроблена у 1980-х роках єдиним винахідником Перрі Арнеттом, який ліцензував свій патент на самозарядний пістолет зі змінним калібром для L.A.R. Manufacturing Inc. Проекти Перрі Арнетта мали певні недоліки та були вдосконалені Хайнцом Аугатом (колишнім власником і засновником компанії L.A.R. Manufacturing Inc.). L.A.R. Grizzly був найпотужнішим самозарядним пістолетом після Desert Eagle (Mark V був під патрон .50 AE, щоб конкурувати з IMI Desert Eagle).

## Історія
Пістолет Grizzly був заснований на M1911 але використовував збільшені деталі, призначені для роботи з потужнішими патронами, ніж ті, які могли використовуватися в М1911 стандартного розміру. Оригінальний прототип, створений Перрі Арнеттом, був виготовлений з двох рам Colt 1911 і затворів, вирізаних і зварених для розміщення патрона .45 Winchester Magnum, з двома сталевими подвійними пластинами, привареними до поверхонь затвора, щоб уповільнити дію та зміцнити конструкцію.
Між 1983 і 1999 роками було вироблено приблизно 15 000 пістолетів у чотирьох версіях, здатних стріляти шістьма різними набоями. Всі одиниці були виготовлені вручну та мали високу точність.
Модель Mark I, що випускалася в середині 1980-х років, була розроблена під патрон .45 Winchester Magnum. У різний час продавалися набори для переобладнання, які дозволяли стріляти іншими патронами, включаючи .45 ACP, 10mm Auto та .357 Magnum. Пізніше була розроблена модель Mark IV спеціально для роботи з набоями високої потужності .44 Magnum, а Mark V був розроблений для ще потужнішого набою .50 AE. Також був розроблений спеціальний малосерійний патрон .357-.45 GWM.
Стандартні моделі Grizzly мали затворну раму довжиною 5,5 дюймів (140 мм), найчастіше зі стволом довжиною 6,5 дюймів (165,1 мм), і рідше зі стволом з такою ж довжиною 5,5 дюймів у поєднанні з заводським втулковим компенсатором віддачі. Також випускалися в невеликих кількостях спеціальні моделі з восьми та десяти-дюймовими стволами для полювання та спортивної стрільби.